# Ібрагім Насір
Ібрагім Насир Раннабадері Кілагефану (2 вересня 1926, Фуваммула, протекторат Мальдіви — 22 листопада 2008, Сінгапур) — мальдівський політичний діяч, Президент Мальдівів (1968—1978), Прем'єр-міністр Мальдівів (1957—1968), Міністр закордонних справ Мальдівів (1957–1968).

## Життєпис
Народився в знатній сім'ї нащадків королівської династії Діямігілі.
У 1957—1968 рр. — займаючи пост прем'єр-міністра, Ібрагім Насир проявив якості авторитарного правителя. У 1957 році були переглянуті умови договору про розміщення британської військової бази на користь Мальдів. У березні 1959 року атоли Адду, Фуа-Мулаку і Хуваду з населенням в 20 тис. жителів оголосили себе окремою «Сувадівською об'єднаною республікою» на чолі з президентом Абдуллою Афіф Діді. У 1962 році мальдівський уряд послав військові катери і поліцейські загони, які покінчили з сепаратистським рухом, Афіф Діді втік на Сейшельські острови, всі учасники повстання були вислані за межі столиці на віддалені острови.
У 1968—1978 рр. — після обрання президентом правління Насира стало ще більш авторитарним. У сфері економіки було перше торгове судно, з місцевого ринку були витіснені індійські і шрі-ланкійські торговці, оголошена державна монополія на зовнішню торгівлю. Була здійснена модернізація Мальдівської економіки. Однак, в середині 1970-х рр. економічне становище республіки погіршилося внаслідок обвалу ринку торгівлі сушеною рибою і евакуації британської військово-повітряної бази на острові Ган в березні 1976.
У 1974 році почалися масові виступи населення, які протестував проти підвищення цін. У відповідь Насир віддав наказ стріляти, щоб розсіяти натовп. Обійшлося без жертв. У 1975 році був заарештований і висланий на віддалений атол популярний прем'єр-міністр Ахмед Закі.
Зіткнувшись зі зростаючою непопулярністю свого правління, Насир в листопаді 1978 року втік до Сінгапуру. Його звинуватили в розкраданні коштів з державної скарбниці.
У 1981 році він був заочно засуджений за звинуваченням в корупції і плануванні державного перевороту. Однак пізніше був помилуваний.
У 2011 році на честь Насира був перейменований аеропорт Мале на Міжнародний аеропорт Ібрагіма Насира.